# Cantores Maruli
Cantores Maruli, hrvatski glazbeni sastav iz Splita. Izvođači su duhovne glazbe.

## Povijest
Muški vokalni kvartet Cantores Maruli nastao je u Splitu krajem 2007. s ciljem izvođenja i promoviranja sakralnog stvaralaštva domaćih autora koji su unatoč neupitnoj vrijednosti još uvijek slabo poznati ili nepoznati domaćoj, a još više glazbenoj javnosti izvan Hrvatske. Imenom Cantores Maruli ili Pjevači Marulovi želi se istodobno iskazati počast Marku Maruliću, ocu hrvatske književnosti i dati do znanja u okružju kakvih kulturnih korijena živimo, poštujući i njegujući našu vrlo bogatu baštinu.
Ansambl tj vokalni kvartet djeluje u sastavu:
- Marin Kapor Kaporelo - I tenor,
- Zdravko Kraljević – II tenor,
- Joško Perić – bariton i
- Blaženko Juračić – bas & glazbeni voditelj.

Sastav njeguje specifičan program; gregorijanskih i glagoljaških napjeva, bugarštica, renesansne polifonije (npr. moteti De Victoriae, Palestrine, Galusa), djela suvremenih hrvatskih autora poput Glazbe za starocrkveno pučko prikazanje Igora Kuljerića, Psalmi Josipa Hatzea, Moteti Blaženka Juračića itd.

## Nastupi
Pjevači Marulovi su do sada nastupili na raznim manifestacijama; Dani kršćanske kulture 2009., 2010. 2011. i 2012., Kongres hrvatskih povjesničara 2009, Koncertni ciklus „Daleki akordi“ 2009., Marulićevi dani 2010. i 2011., Festival rane glazbe Dubrovnik 2011.i 2013. Bit Fest 2012. Festival Rane glazbe „Dvigrad“ 2013., „Večeri u Sv. Donatu“ 2013., „Večeri na Griču“ 2013. itd. te održali više cjelovečernjih koncerata u Hrvatskoj (Split, Zagreb, Dubrovnik, Zadar, Solin, Trogir, Petrinja), Italija ( Arezzo i Rim), Makedonija ( Bitola i Ohrid). Direkcija Hrvatskog Narodnog Kazališta u Splitu ukazala je posebnu čast Cantoresima organizacijom cjelovečernjih koncerata u travnju i prosincu 2009. u njihovom gradu.

## Albumi
Glazbeni projekt Priča o Marku Maruliću ( autor projekta je član sastava Marin Kapor Kaporelo) izveden je zajedno s gostima – pjesnikinjom Marinom Čapalijom, glumcem Zlatkom Crnkovićem i gitaristom Petrom Čulićem – u sklopu programa Marulićevih dana 2011. u Splitu. Cilj projekta je prikazati život i djelo Marka Marulića putem međusobnog prožimanja odabranih stranica iz njegova opusa i ugođajno odnosno sadržajno srodnih djela iz glazbene baštine. Pri tom se nastoji obuhvatiti kronološki tijek pjesnikova života, ali i naznačiti povijesna zbivanja kojima je bio suvremenik. Stoga je projekt svojevrsna sinteza glazbenih (vokalnih i instrumentalnih) i poetskih slika. Na Danima kršćanske kulture 2012. predstavljen je nosač zvuka Priča o Marku Maruliću ( glazbeni producent Jelica Valjalo Kaporelo) u izdanju nakladničke kuće Verbum. Prvijenac je bio jedan od najprodavanijih Verbumovih naslova. Zatim su objavili album Meštrovićeva Pasija. 
Vokalni sastav su do sada vodili mladi glazbenici i sveučilišni profesori Marijo Krnić (2007. – 2009.), Jelica Valjalo Kaporelo (2010. – 2012.) i Blaženko Juračić.(2009. – 2010. i 2013.-)

## Nagrade
Za svoj dosadašnji rad Cantoresi su nagrađeni s nekoliko vrijednih nagrada i priznanja. Na II. Međunarodnom natjecanju komornih sastava «Lipanjski zvuci» u Petrinji Muški vokalni sastav Cantores Maruli osvojio je zlatno odličje. Na 57. međunarodnom natjecanju zborova u Arezzu u Italiji Cantoresi su podijelili prvu nagradu s Norveškim zborom Boler Vokalensemble – Oslo. Uspjeh je time veći što su Pjevači Marulovi prvi sastav iz Hrvatske koji je prošao zahtjevnu pred-selekciju na tom natjecanju zadnjih dvadesetak godina. Odlukom povjerenstva Muzeja Ivana Meštrovića, Vokalnom sastavu Cantores Maruli dodijeljena je za Priču o Marku Maruliću, Nagrada Umjetnik naroda moga za osobiti doprinos očuvanju i promidžbi hrvatske kulturne baštine.

## Vanjske poveznice
- Verbum  Arhivirana inačica izvorne stranice od 20. svibnja 2018. (Wayback Machine)
- Facebook
- Laudato  Arhivirana inačica izvorne stranice od 20. svibnja 2018. (Wayback Machine)
- Slobodna Dalmacija
- YouTube